# Бабенко, Алёна Олеговна
Алёна Оле́говна Бабе́нко (урождённая Елена Олеговна Баранова; род. 31 марта 1972, Кемерово) — российская актриса театра, кино и телевидения, телеведущая, кинопродюсер, заслуженная артистка Российской Федерации (2013).

## Биография
Елена Баранова родилась в Кемерове 31 марта 1972 года. Мать — преподаватель фортепиано, отец — Олег Баранов — по образованию инженер. В детстве занималась в кружках и студиях, ходила в музыкальную школу. Участвовала в праздниках, выступлениях и пела в хоре, в вокально-инструментальном ансамбле. Мечтала стать балериной.
Была поклонницей французской певицы Эдит Пиаф.
Алёна окончила школу в 1989 году и поступила в Томский государственный университет на факультет прикладной математики и кибернетики. На первом курсе Лена по объявлению попала в Студенческий театр эстрадных миниатюр (СТЭМ) «Эстyc». Самодеятельность полностью увлекла её, и на остальное у неё практически не было времени. После первого курса она пыталась поступить в МХАТ к Олегу Табакову, но неудачно. На пятом курсе Алёна познакомилась с Виталием Бабенко, известным в Москве телережиссёром. Бабенко бросила университет и приехала жить в Москву. Вскоре вышла замуж за Виталия, и у них родился сын Никита. В Москве вела хозяйство, воспитывала сына. В 2000 году Бабенко окончила ВГИК, руководителем курса был Анатолий Ромашин.
Ещё не окончив ВГИК, Бабенко дебютировала в сериале «Каменская», где снялась в нескольких эпизодах. Потом были небольшие роли в сериалах «Мамука» и «Остров без любви», в фильме «Серебряная свадьба». Известность актрисе принесла главная роль в фильме Павла Чухрая «Водитель для Веры». На эту роль её позвали знакомые ассистенты режиссёра. В 2004 году на фестивале «Кинотавр» картина «Водитель для Веры» имела большой успех.
В 2024 году входила в члены жюри ХХXII кинофестиваля «Виват кино России!».

## Общественная позиция
В марте 2014 года подписала письмо президенту России Владимиру Путину в поддержку российской аннексии Крыма. В 2017 году заявила, что не подписывала обращение и не знает, каким образом оказалась в списке подписавших.

## Семья
Первый муж — Виталий Бабенко, кинорежиссёр. Сын — Никита (род. 1992). Внук — Теодор (род. 2015)
Второй муж (с 2011 года) — Эдуард Субоч, мастер спорта по прыжкам на лыжах с трамплина, бизнесмен

## Признание и награды
- 2005 — премия Национальной академии кинематографических наук России «Золотой орёл» в номинации «Лучшая женская роль в кино» за исполнение роли Веры Серовой в фильме «Водитель для Веры» Павла Чухрая.
- 2004 — приз за лучшую женскую роль на фестивале русского кино в Онфлёре за роль Веры Серовой в фильме «Водитель для Веры».
- 2004 — приз за лучшую женскую роль на МКФ «Листопад» в Минске.
- 2005 — премия «Ника» в номинации «Открытие года» за роль в фильме «Водитель для Веры».
- 2007 — главная премия в номинации «За лучшую женскую роль в кино» на фестивале «Созвездие» за роль в фильме «Чёртово колесо».
- 2008 — премия MTV Россия за лучшую женскую роль в фильме «Инди».
- 2013 — Заслуженная артистка Российской Федерации.[3]
- 2014 — приз за лучшую женскую роль второго плана на фестивале польского кино в Гдыне (фильм «Фотограф»).[12]
- 2022 — Орден Дружбы.[13]
- 2025 — Почётный деятель искусств города Москвы[14].

## Творчество
С 2008 года является актрисой театра «Современник».

### Роли в театре
Московский театр «Современник»
- 2008 — «Три сестры» А. П. Чехова. Режиссёр: Галина Волчек — Маша
- 2009 — «Бог резни» Ясмина Реза. Режиссёр: Сергей Пускепалис — Аннет Рей
- 2011 — «Пигмалион» Б. Шоу. Режиссёр: Галина Волчек — Элиза Дулиттл, цветочница
- 2011 — «Время женщин» Е. Чижова. Режиссёр: Егор Перегудов — Антонина / Сюзанна-София
- 2011 — «Враги. История любви» Исаака Башевиса-Зингера. Режиссёр: Евгений Арье — Ядвига
- 2012 — «Осенняя соната» И. Бергмана. Режиссёр: Екатерина Половцева — Ева

### Фильмография

#### Актёрские работы
| Год  |     | Название                                     | Роль |
| ---- | --- | -------------------------------------------- | --- |
| 1999 | кор | Как я провела лето                           | мама |
| 2000 | с   | Каменская                                    | Катя |
| 2001 | тф  | Серебряная свадьба                           | Люба |
| 2001 | с   | Сдвинутый                                    | администратор |
| 2002 | ф   | Копейка                                      | Соня, девушка-катала на юге |
| 2003 | с   | Остров без любви                             | Елена / Зина |
| 2003 | с   | Подари мне жизнь                             | Ольга |
| 2003 | ф   | Спасибо                                      | Надежда |
| 2004 | ф   | Водитель для Веры                            | Вера Серова |
| 2004 | ф   | На Верхней Масловке                          | Нина |
| 2005 | с   | Дети Ванюхина                                | Нина |
| 2005 | с   | Лебединый рай                                | Галя |
| 2005 | с   | Золотой телёнок                              | Серна Михайловна, секретарша Полыхаева                                                                                               |
| 2005 | ф   | Люби меня                                    | Кира Сергеевна |
| 2006 | ф   | Андерсен. Жизнь без любви                    | Генриетта Вульф / королева Дании Александрина                                                                                        |
| 2006 | ф   | Жесть                                        | Марина |
| 2006 | мтф | Ленинградец                                  | Ксения |
| 2006 | тф  | Карнавальная ночь 2, или 50 лет спустя       | Алёна Крылатова |
| 2006 | ф   | Чёртово колесо                               | Мария Сергеевна (учительница математики)                                                                                             |
| 2007 | ф   | Инди                                         | Арина, жена Дукельского |
| 2007 | тф  | Свои дети                                    | Дина Андреевна Самарина |
| 2007 | с   | Юнкера                                       | Шурочка Николаева |
| 2007 | ф   | Я считаю: раз, два, три, четыре, пять…       | Наталья Николаевна Андрианова |
| 2008 | с   | Апостол                                      | Маргарита Апфельбаум, жена Хромова                                                                                                   |
| 2008 | ф   | Иллюзия страха                               | Наташа, жена Игоря Короба / жена Соломона / жена Гарика                                                                              |
| 2008 | ф   | На море!                                     | Лена, жена Ярослава |
| 2008 | ф   | Папа напрокат                                | Ирина Дементьева |
| 2008 | мтф | Марево                                       | Мария Ивановна, мать Никоши Гоголя                                                                                                   |
| 2009 | ф   | Весельчаки                                   | Альветочка, журналистка издания «Городские вести»                                                                                    |
| 2009 | ф   | Каникулы строгого режима                     | Татьяна Павловна Пантелеева, вожатая, возлюбленная Виктора Сергеевича Сумарокова (Сумрака)                                           |
| 2009 | с   | Катя: Военная история                        | Анна Сергеевна Новикова, мать Кати Алексеевой, Алексея и Пети Новиковых.                                                             |
| 2010 | ф   | Пизанская башня                              | Ольга |
| 2010 | ф   | Смерть в пенсне, или Наш Чехов               | Варя |
| 2011 | с   | Катя 2                                       | Анна Сергеевна Новикова, мать Кати Алексеевой, Алексея и Пети Новиковых.                                                             |
| 2011 | ф   | Свидание                                     | сестра Дмитрия Горина |
| 2011 | ф   | Чучело 2                                     | Лиза, мать Костика |
| 2011 | ф   | О чём ещё говорят мужчины                    | Вера, жена Камиля |
| 2011 | с   | Группа счастья                               | Таня, жена Петра |
| 2011 | с   | Случайный свидетель                          | Ангелина Юрьевна Борская |
| 2012 | с   | Бездна                                       | Ирина Варламова |
| 2012 | с   | Однажды в Ростове                            | Тамара Леонидовна Власова, певица в ростовском кинотеатре «Октябрь», жена Владимира Толстопятова, член ростовской банды «фантомасов» |
| 2012 | ф   | Подпоручикъ Ромашовъ                         | Шурочка |
| 2012 | ф   | Свидание                                     | Катя, сестра Дмитрия Горина |
| 2013 | ф   | Курортный туман                              | Александра Орлова |
| 2013 | ф   | Параллельные миры                            | Она |
| 2013 | ф   | Прощание                                     | Аня Рябинина |
| 2013 | с   | Новая жизнь                                  | Галина |
| 2014 | с   | Уходящая натура                              | Катерина |
| 2014 | с   | Сердце Ангела                                | хирург Щербакова |
| 2014 | ф   | Фотограф / Fotograf                          | Ольга Викторовна Соколова, мать Коли                                                                                                 |
| 2014 | ф   | Новая жена                                   | Ира |
| 2015 | ф   | Москва никогда не спит                       | Марина |
| 2015 | кор | Лето                                         | Елена Спасова |
| 2015 | ф   | SOS, Дед Мороз, или Всё сбудется!            | Марина Орлова, бывшая жена Николая, мать Светы                                                                                       |
| 2016 | мф  | Богатырша                                    | Рогнеда (озвучка) |
| 2016 | ф   | Экипаж                                       | Маргарита, пассажирка |
| 2016 | ф   | Жили-были мы                                 | Галина, соседка |
| 2016 | ф   | После тебя                                   | Артемьева, мать Кьяры |
| 2016 | ф   | Мотылёк                                      | Лера |
| 2016 | с   | Мурка                                        | Софья Зиновьевна Гертнер, комиссар ГПУ в Одессе                                                                                      |
| 2016 | мтф | Взрывная волна                               | Наталья Брунова |
| 2017 | с   | Сальса                                       | Ирина |
| 2018 | ф   | Моя жизнь                                    | Татьяна Викторовна Кольцова, мать Сергея                                                                                             |
| 2019 | ф   | Праздник                                     | Маргарита Воскресенская, жена Георгия Воскресенского                                                                                 |
| 2019 | с   | Последствия                                  | Вера |
| 2019 | с   | Скажи правду                                 | Светлана Куликова |
| 2019 | с   | Доктор Рихтер 3                              | Маргарита Бестаева |
| 2019 | кор | Подводник                                    | Света |
| 2020 | с   | Катран                                       | Бэлла Александровна Покровская, хозяйка советского подпольного казино («катрана»)                                                    |
| 2020 | ф   | Хищники                                      | Елена Шпот |
| 2021 | с   | Неслучайные связи                            | Ирина |
| 2021 | с   | Вертинский                                   | Елена Павловна Попова („Цыганка Глаша“), певица и жена белого генерала                                                               |
| 2022 | ф   | Любовники                                    | Элла |
| 2022 | с   | Классная Катя                                | Нора Спартаковна, завуч |
| 2023 | с   | Наследство                                   | Лидия |
| 2023 | с   | Семья по правилам и без                      | Ирина Боева |
| 2023 | с   | Блеск                                        | Бельская |
| 2023 | ф   | Слишком хорошая Анна и ещё три истории о нас | Имя персонажа не указано |
| 2024 | док | Роман Костомаров: Рождённый дважды           | камео |
| 2024 | кор | Зуб даю                                      | мама Маши |
| 2024 | с   | Молодёжка. Новая смена                       | Ольга Сергеевна Москвина, мама Елизаветы, проректор Политехнического университета по учебной работе                                  |
| 2024 | ф   | Любовь Советского Союза                      | Клавдия Лактионова |
| 2024 | с   | За семью печатями                            | Анна Сафонова |

#### Продюсерские работы
- 2016 — Мотылёк

### Телевидение
- Осенью 2008 года принимала участие в телепроекте Ильи Авербуха «Ледниковый период-2». Её партнёр — Роман Костомаров.
- Весной 2009 года принимала участие в телепроекте «Ледниковый период: Глобальное потепление».
- Осенью 2009 года приняла участие в третьем сезоне шоу «Ледниковый период-3» в паре с Алексеем Тихоновым, заняв третье место.
- В апреле 2020 года стала участницей одиннадцатого сезона российского телешоу «Танцы со звёздами».
- С 29 сентября 2023 года по 25 октября 2024 года — ведущая программы «Жди меня» на телеканале «НТВ».